# Dover (Minnesota)
Dover é uma cidade localizada no estado americano de Minnesota, no Condado de Olmsted.

## Demografia
Segundo o censo americano de 2000, a sua população era de 438 habitantes.
Em 2006, foi estimada uma população de 599, um aumento de 161 (36.8%).

## Geografia
De acordo com o United States Census Bureau tem uma área de
2,8 km², dos quais 2,8 km² cobertos por terra e 0,0 km² cobertos por água.

## Localidades na vizinhança
O diagrama seguinte representa as localidades num raio de 16 km ao redor de Dover.